# Andréi Arshavin
Andréi Arshavin (en ruso: Андрей Аршавин, Leningrado, Unión Soviética, 29 de mayo de 1981) es un exfutbolista ruso. Jugaba de centrocampista ofensivo y su último equipo fue el F. C. Kairat de la Liga Premier de Kazajistán.
Comenzó su carrera como profesional en el Zenit de San Petersburgo, club al que llegó en 1999 y con el cual obtuvo cinco campeonatos a nivel nacional (una Copa de la Liga Premier de Rusia, tres Ligas Premier de Rusia y una Supercopa de Rusia) y dos a nivel internacional (una Copa de la UEFA y una Supercopa de la UEFA). Luego de permanecer durante nueve temporadas en el equipo ruso, fue fichado por el Arsenal de Inglaterra. En el año 2012 el club inglés lo cedió en préstamo al Zenit y al finalizar la temporada regresó a Londres. Ahí se mantuvo durante una temporada más antes de regresar definitivamente a San Petersburgo.
En julio de 2015 fichó por el Kubán Krasnodar, equipo donde permaneció durante seis meses tras disolver su contrato. Con la selección de fútbol de Rusia ha participado en dos ediciones de la Eurocopa, siendo su mejor resultado las semifinales alcanzadas en la edición de 2008. A lo largo de su carrera, ha obtenido diversos títulos individuales como el premio al Futbolista del año en Rusia y el premio al Futbolista del Año en los Países Bálticos y la Comunidad de Estados Independientes.

## Trayectoria

### Zenit San Petersburgo

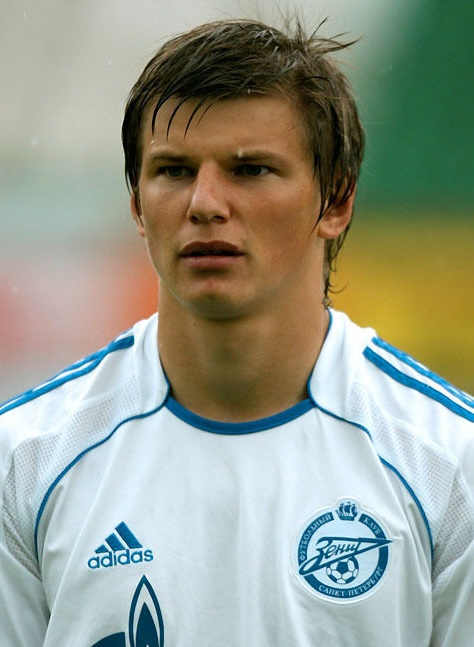
Arshavin con el Zenit de San Petersburgo.

Andréi Arshavin comenzó a practicar fútbol a la edad de 7 años en la escuela de fútbol Smena en Leningrado (actual San Petersburgo), donde aprendió los fundamentos básicos del juego bajo la dirección de Sergey Gordeev y Viktor Vinogradov. En 1999, pasó a formar parte del equipo juvenil del Zenit de San Petersburgo, con el que empezó jugando en tercera división; un año más tarde fue ascendido al primer equipo, debutando oficialmente el 2 de agosto de 2000, en el encuentro de vuelta de la cuarta ronda de la Copa Intertoto de la UEFA ante el Bradford City de Inglaterra, que finalizó con un marcador de 3:0 en favor de los rusos. Durante la temporada disputó un total de diez encuentros de liga y el Zenit ocupó la séptima posición con treinta puntos; también jugó un encuentro en la Copa de Rusia, donde fueron eliminados por el SOYUZ-Gazprom Izhevsk en los dieciseisavos de final.
Durante su primera campaña en primera división, Arshavin se desempeñó en diversas posiciones, empezando como mediocentro, pasando a ser un extremo ofensivo y finalmente adaptándose al rol de segundo delantero. En la siguiente temporada, fue una pieza fundamental de su club, llegando a marcar cuatro goles en veintinueve encuentros y logrando la clasificación a la Copa de la UEFA de la siguiente temporada, tras finalizar en la tercera posición de la tabla general con cincuenta y seis puntos, a cuatro del Spartak de Moscú, que resultó campeón de la liga. En la temporada 2002, participó por primera vez en la Copa de la UEFA, derrotando en la ronda previa al Encamp de Rumania (5:0 en la ida y 8:0 en la vuelta). Sin embargo, fueron eliminados en la siguiente fase por el Grasshopper de Suiza, con un marcador global de 4:3.
Mientras tanto, en la liga doméstica el Zenit culminó en la décima posición con treinta puntos (ocho victorias, nueve empates y trece derrotas). En la Copa de Rusia disputó cuatro encuentros y marcó un gol, obteniendo el subcampeonato tras ser vencidos en la final por el C. S. K. A. Moscú. Fue durante la temporada 2003 que alcanzó su primer título con el club petersburgués, logrando el campeonato de la Copa de la Liga Premier de Rusia en su primera y única edición, venciendo en la final por marcador global de 5:3 al Chernomorets Novorossiysk. En esta misma campaña pudieron haber realizado la hazaña de coronarse campeones de la Liga Premier de Rusia; sin embargo finalizaron en el segundo lugar de la tabla a tan solo tres del primer lugar. En esta competición marcó cinco goles en veintisiete encuentros.

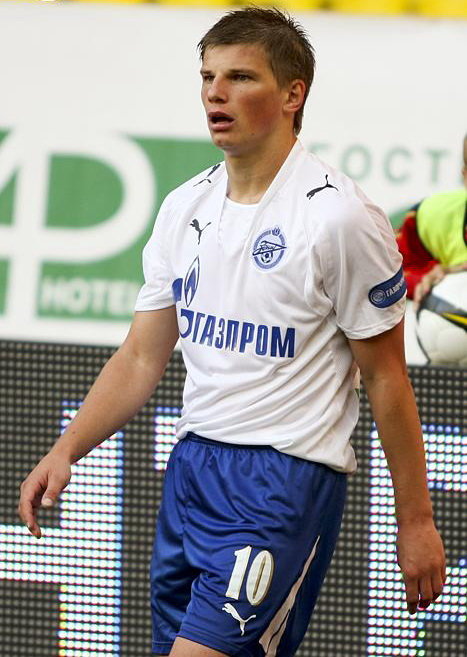
Arshavin en la temporada 2008.

En la temporada 2004, participó nuevamente en la Copa de la UEFA, superando al Pasching de Austria por 3:3 en la segunda ronda previa, y al Estrella Roja de Belgrado por 6:1 en la primera ronda, con dos goles anotados por Arshavin. En la fase de grupos, el Zenit integró el grupo H, junto con el Lille, el Sevilla, el Aachen y el A. E. K. Atenas. A pesar de haber comenzado con una contundente victoria por 5:1 sobre el A. E. K. Atenas, no consiguieron más triunfos y fueron eliminados, finalizando en el cuarto lugar del grupo, con tan solo cinco puntos.
En la copa nacional avanzaron hasta las semifinales, donde fueron vencidos por el C. S. K. A. Moscú por 2:1. Arshavin disputó cuatro encuentros y marcó dos goles, ambos en el encuentro de ida de los cuartos de final ante el Shinnik Yaroslavl. Durante las dos siguientes temporadas, el Zenit no logró buenos resultados a nivel nacional, finalizando en la sexta y cuarta posición en las campañas de 2005 y 2006, respectivamente. El equipo mostró una leve mejoría a nivel internacional en la Copa de la UEFA 2005-06, cuando avanzó hasta los cuartos de final luego de haber culminado la fase de grupos en la segunda posición y de haber eliminado al Olympique de Marsella en los octavos de final.
En la temporada 2007, Arshavin disputó treinta encuentros, anotó diez goles y dio once asistencias, contribuyendo para que su equipo obtuviera el título de la Liga Premier, tras dieciocho victorias, siete empates y cinco derrotas, logrando así el primer título de liga desde 1984, cuando conquistara la desaparecida Primera División de la Unión Soviética. El Zenit inició la temporada 2008 logrando el título de la Supercopa de Rusia, luego de vencer 2:1 al Lokomotiv Moscú con un gol de Arshavin, anotado en el minuto 34.
En la Copa de la UEFA 2007-08, finalizaron en el tercer lugar del grupo A con cinco puntos, avanzando a los dieciseisavos de final, donde vencieron al Villarreal de España por un marcador global de 2:2. En la siguiente fase se enfrentaron ante el Olympique de Marsella, con el que perdieron 3:1 en el encuentro de ida y al que vencieron 2:0 en el encuentro de vuelta; en los cuartos de final superaron al Bayer Leverkusen por un marcador global de 4:2. En las semifinales, superaron al Bayern de Múnich por ese mismo resultado. Obtuvieron su primer título internacional en la historia, tras derrotar al Rangers de Escocia por 2:0 en la final. El 29 de agosto de 2008, Arshavin se proclamó campeón de la Supercopa de Europa junto a su equipo, al vencer al Manchester United por 2:1, en el Estadio Luis II de Mónaco.

### Arsenal F. C.

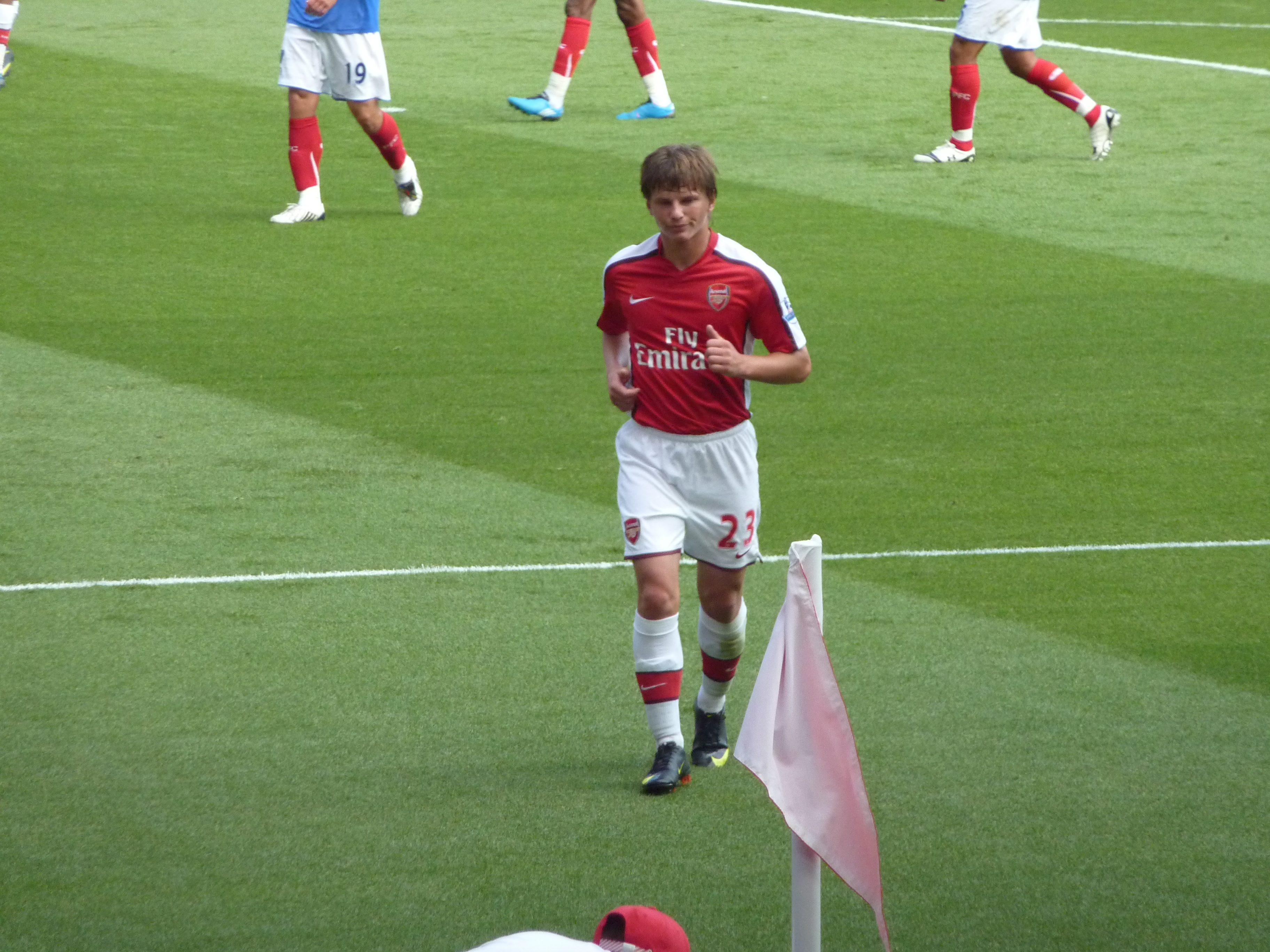
Andréi Arshavin con el uniforme del Arsenal F. C.

Durante el mercado de traspasos de invierno de 2009, fue pretendido persistentemente por el equipo inglés Arsenal. El 2 de febrero, día del cierre del mercado, Arshavin se encontraba hospedado en un hotel de Hertfordshire, localizado a pocos kilómetros de distancia del campo de entrenamiento del Arsenal. Alrededor de las 10 a. m. se rumoreó que partía de regreso a Rusia; sin embargo, con poco menos de una hora para el cierre de los fichajes, el Zenit de San Petersburgo aceptó una oferta realizada por los gunners. En este punto, se había llegado a un acuerdo monetario y Arshavin pasó la revisión médica. La operación se complicó por el mal tiempo en Inglaterra, que ya había retrasado el proceso de inscripción en la Premier League, forzando finalmente a la liga a prorrogar el plazo más allá de las 5 p. m.
El acuerdo no fue confirmado hasta el día siguiente, casi 24 horas después de la finalización del periodo de transferencias, con el Arsenal anunciando un acuerdo a largo plazo por una cantidad no revelada. Ese mismo día, el Zenit afirmó en su sitio web oficial que había recibido una carta de la Asociación Inglesa de Fútbol, confirmando el registro de Arshavin como futbolista del Arsenal. Se le asignó el dorsal número 23 usado anteriormente por Sol Campbell. Su debut se produjo el 21 de febrero de 2009, iniciando como titular en el empate 0:0 ante el Sunderland. Aunque no tuvo la suerte de anotar, estuvo cerca de hacerlo en dos oportunidades. El 14 de marzo del mismo año se estrenó como goleador con los gunners en un encuentro contra el Blackburn Rovers, al anotar un gol en el minuto 65. Más tarde, asistió a su compañero de equipo Emmanuel Eboué para que anotara el tercer gol del encuentro, en el que finalmente vencieron por 4:0.

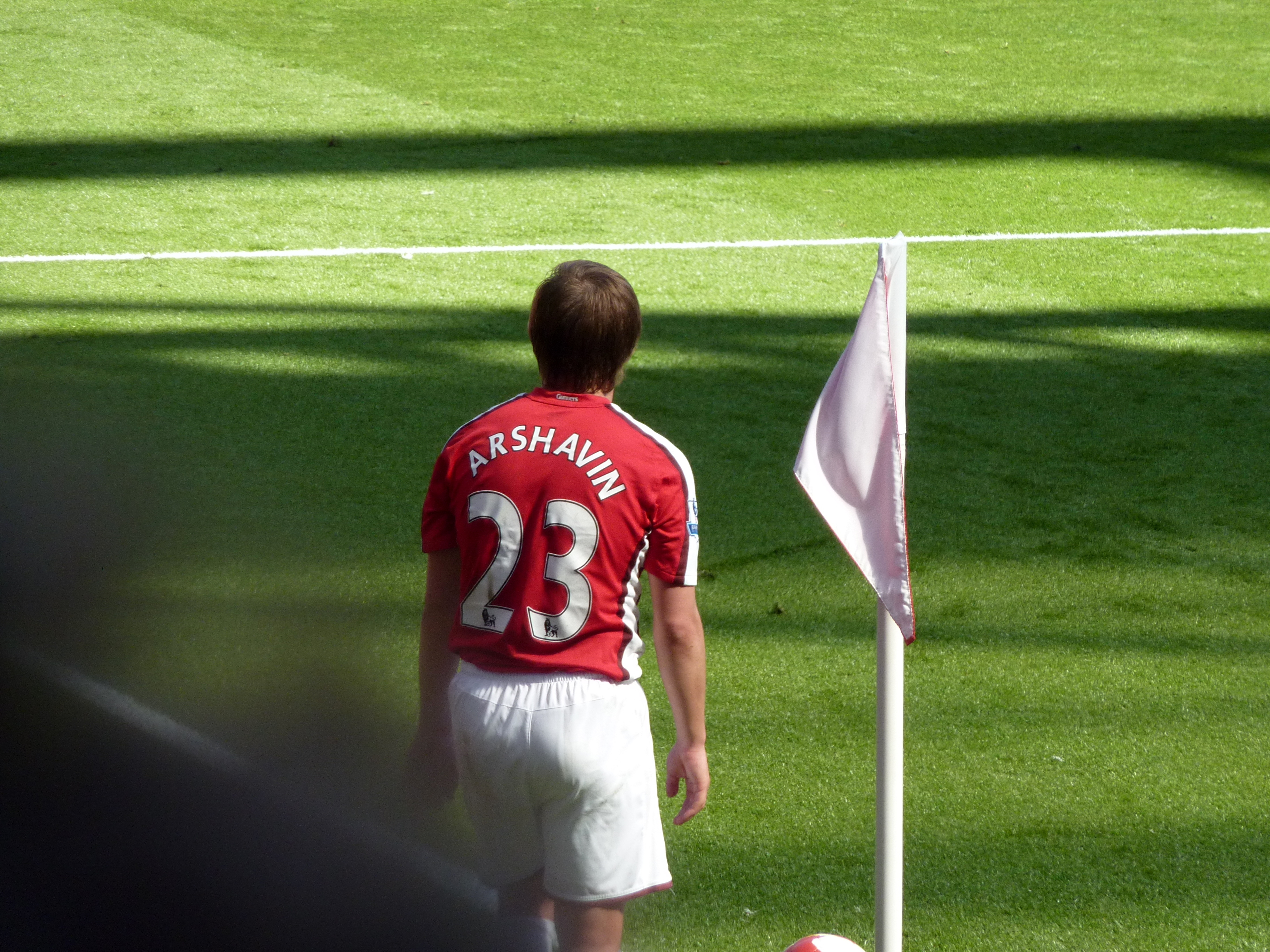
Arshavin ejecutando un saque de esquina en el 2009.

El 21 de abril de 2009 fue nombrado mejor jugador del encuentro, tras anotar los cuatro goles del Arsenal en el empate por 4:4 ante el Liverpool, en el estadio de Anfield. Fue un encuentro emocionante, y la primera vez que Arshavin marcó cuatro goles en un mismo partido. También es el primer futbolista en marcar cuatro goles en un mismo encuentro en Anfield, desde que Dennis Westcott lo lograra en el año de 1946 con el Wolverhampton; además, es el sexto futbolista en la historia de la Premier League en anotar cuatro goles en un partido en condición de visitante. Durante la temporada 2008-09, disputó un total de doce encuentros y marcó seis goles, con lo que el Arsenal ocupó la cuarta posición en la liga con setenta y dos puntos, producto de veinte victorias, doce empates y seis derrotas. En la FA Cup disputó tres encuentros, siendo eliminados en las semifinales por el Chelsea por 2:1.
Inició la temporada 2009-10 marcando un gol en la victoria del Arsenal por 3:1 ante el Celtic de Escocia, en el encuentro de vuelta de la cuarta ronda previa de la Liga de Campeones de la UEFA 2009-10. Tres días más tarde anotó un gol de tiro libre desde una distancia de más de 27 metros, en la derrota por 2:1 ante el Manchester United. Durante el mes de diciembre de 2009, desempeñó un papel poco familiar como centro-delantero, que había quedado vacante tras la lesión sufrida por el neerlandés Robin van Persie. El 13 de diciembre, anotó el gol de la victoria para vencer al Liverpool 2:1. El 20 de enero de 2010, volvió a anotar en la victoria 4:2 del Arsenal sobre el Bolton, ayudando a su club a llegar a la cima de la Premier League por primera vez desde agosto de 2009.
Cuatro días después ingresó como suplente en la derrota del Arsenal por 3:1 ante el Stoke City en la cuarta ronda de la FA Cup 2009-10. En el mes de marzo estuvo presente en los seis encuentros que disputó su club en la liga, además marcó dos goles (uno ante el Burnley y otro ante el Hull City). El 31 de marzo durante el encuentro de ida entre el Arsenal y el Barcelona por los cuartos de final de la Liga de Campeones sufrió una lesión en su pantorrilla, por lo que estuvo ausente durante tres semanas perdiéndose el encuentro de vuelta. Tras recuperarse de su lesión regresó a la actividad el 9 de mayo en la última jornada de la Premier League, anotando un gol en la victoria por 4:0 sobre el Fulham

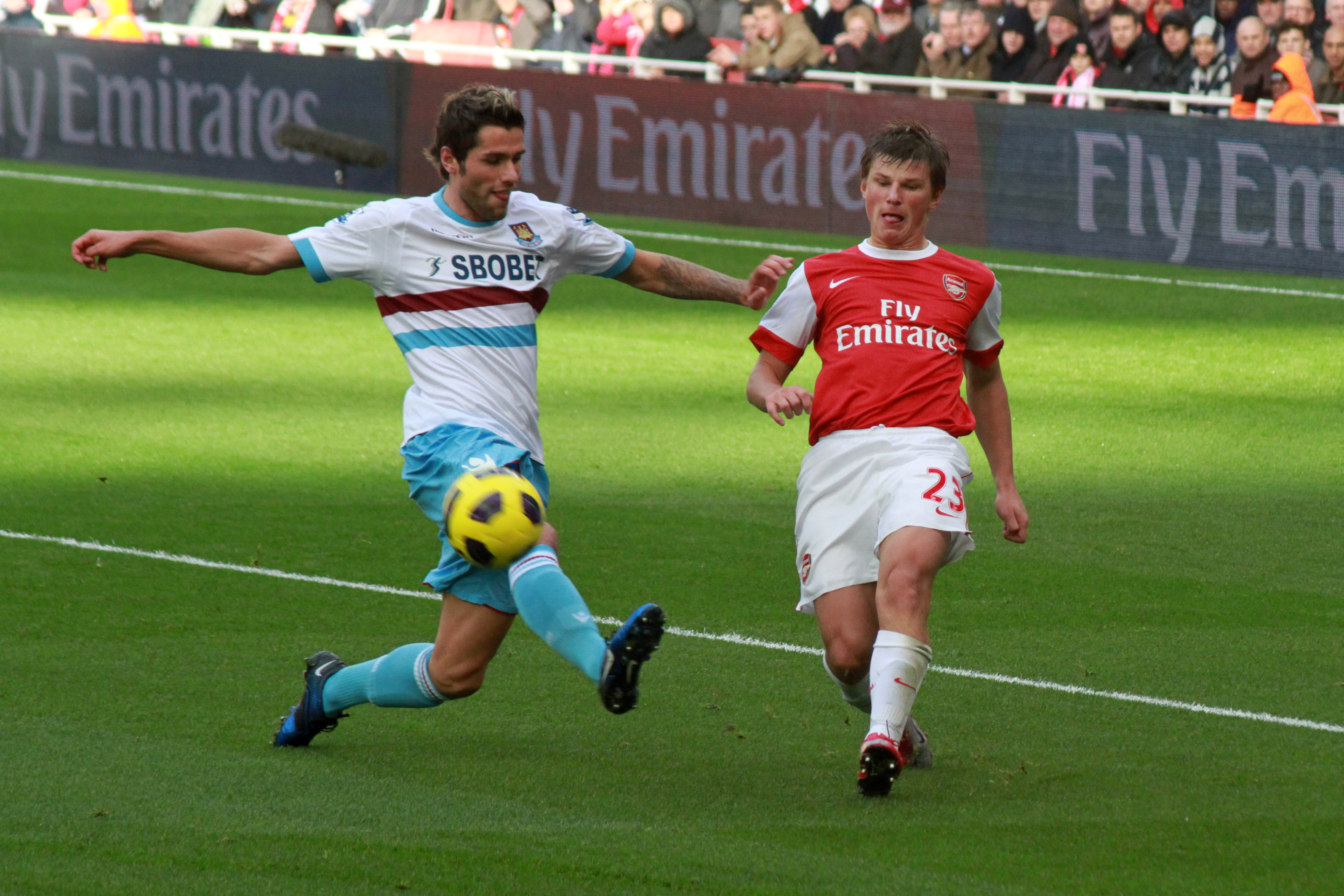
Andréi tratando de conseguir la posesión del balón ante Valon Behrami del West Ham United.

El 15 de septiembre de 2010, marcó un gol y dio dos asistencias en la victoria por 6:0 sobre el Sporting Braga de Portugal durante la primera fecha de la fase de grupos de la Liga de Campeones de la UEFA 2010-11. Luego disputó dos encuentros más y marcó un gol para derrotar al Partizán de Serbia por marcador de 3:1. Posteriormente el club inglés fue eliminado de la competencia en los octavos de final por el F. C. Barcelona por marcador global de 4:3. El 27 de noviembre, anotó su primer gol desde septiembre, en la victoria sobre el Aston Villa por 4:2 en condición de visitante. Un mes después, anotó un gol de volea ante el Wigan Athletic para decretar el 1:1 transitorio, luego dio una asistencia a Nicklas Bendtner para dar vuelta al marcador por 2:1, sin embargo un autogol de Sébastien Squillaci hizo que el encuentro finalizara 2:2.
El 1 de febrero de 2011, salió del banquillo de suplentes en el minuto sesenta y dos y tan solo ocho minutos más tarde marcó el gol de la victoria ante el Everton por 2:1. Su último tanto en la liga lo marcó el 19 de marzo en el empate a dos goles con el West Bromwich. Finalmente los gunners culminaron en la cuarta posición con sesenta y ocho puntos y clasificaron a la Liga de Campeones 2011-12. En la Copa de la Liga de Inglaterra disputó cuatro encuentros y marcó un gol. El Arsenal avanzó hasta la final tras haber eliminado previamente al Tottenham (4:1), Newcastle (4:0), Wigan (2:0) e Ipswich (3:1).
Entretanto en la FA Cup 2010-11 estuvo presente en cinco encuentros y fueron eliminados en los cuartos de final por el Manchester United. Su debut en la temporada 2011-12 se produjo el 13 de agosto en el empate 0:0 ante el Newcastle United. Tres jornadas después marcó su único gol en la liga para derrotar por 1:0 al Swansea City en condición de local. En las copas nacionales disputó tres encuentros y anotó un gol ante el Bolton en los octavos de final de la Copa de la Liga de Inglaterra. En la Liga de Campeones de la UEFA 2011-12 estuvo presente en cinco encuentros de la primera fase y sin marcar goles.

### Préstamo al Zenit y retorno al Arsenal

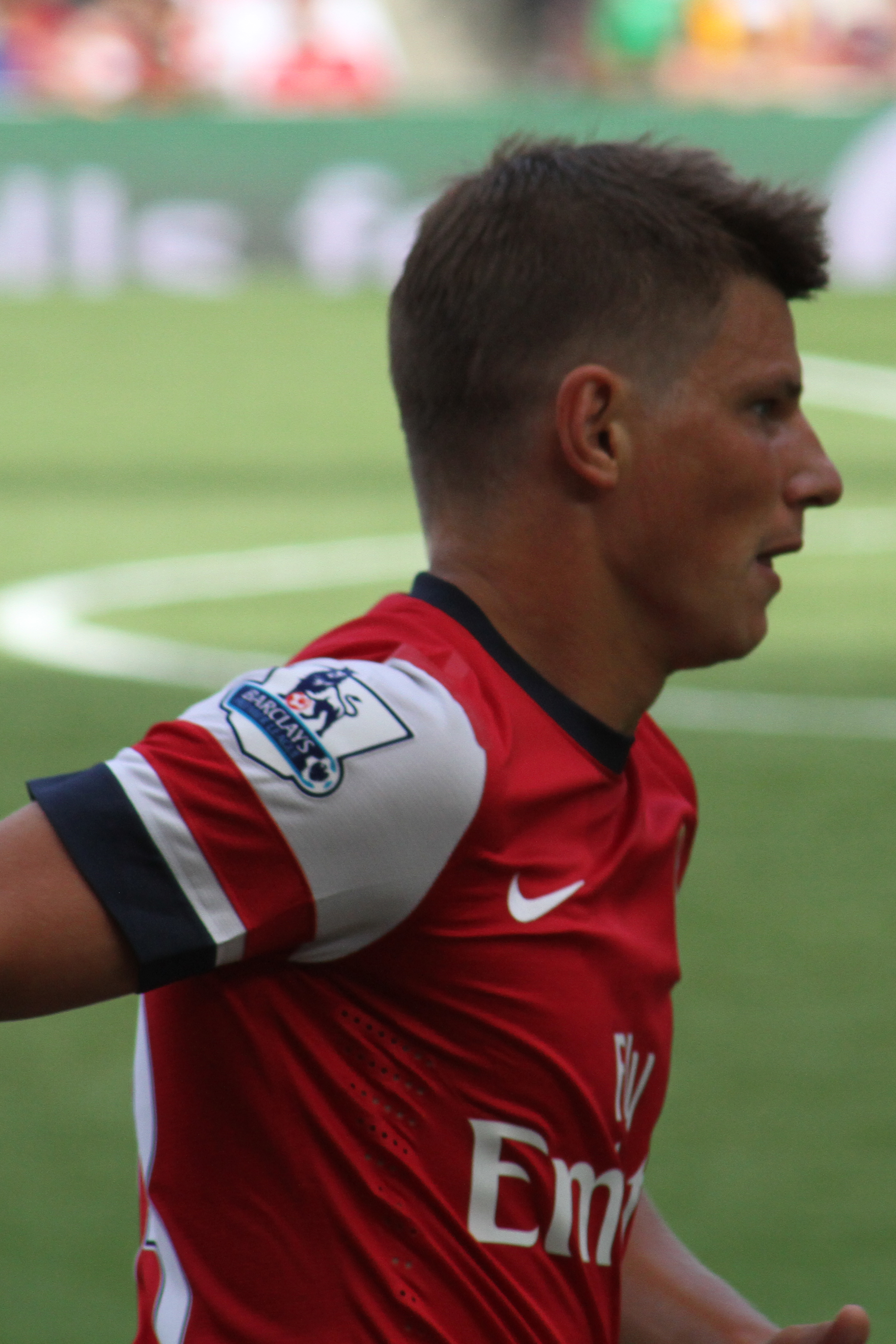
Arshavin disputando un partido con el Arsenal en la primera fecha de la temporada 2012-13.

El 24 de febrero de 2012 fue cedido en préstamo al Zenit de San Petersburgo hasta el final de la temporada 2011-12. La transferencia se realizó a falta de cuarenta segundos para el cierre del mercado de fichajes de Rusia. Su presentación oficial se realizó una semana más tarde en el empate 2:2 ante el C. S. K. A. Moscú. Durante su permanencia en el Zenit disputó diez encuentros y anotó tres goles, contribuyendo a la obtención del título de la Liga Premier de Rusia con ochenta y ocho puntos, producto de veinticuatro victorias, dieciséis empates y cuatro derrotas.
Arshavin regresó al Arsenal para el inicio de la temporada 2012-13. En su primer encuentro con el equipo londinense, ingresó como suplente en el empate 0:0 ante el Sunderland por la primera jornada de la liga inglesa. El 26 de septiembre de 2012, disputó su primer partido de la temporada como titular en la Copa de la Liga de Inglaterra. Fue uno de los mejores jugadores del encuentro al anotar un gol y dar dos asistencias para finalmente vencer por 6:1 al Coventry City y avanzar a la siguiente fase. El 20 de octubre disputó su encuentro # 100 con los gunners.
Diez días más tarde fue incluido nuevamente en el once titular para enfrentar al Reading en la Copa de la Liga. El 10 de noviembre en un partido ante el Fulham entró como suplente al minuto 81 con el marcador 3:3. Arshavin generó una jugada que provocó un tiro penal a favor de su equipo, sin embargo Mikel Arteta falló el penalti perdiéndose la oportunidad de quedarse con los tres puntos. En total disputó siete encuentros de la liga y dos por la Liga de Campeones (derrota 2:0 ante el Schalke 04 y 2:1 ante el Olympiacos). En abril de 2013, su técnico Arsène Wenger declaró que el club no le renovaría su contrato al jugador por lo que tendría que abandonar el equipo al final de la temporada.

### Vuelta a San Petersburgo

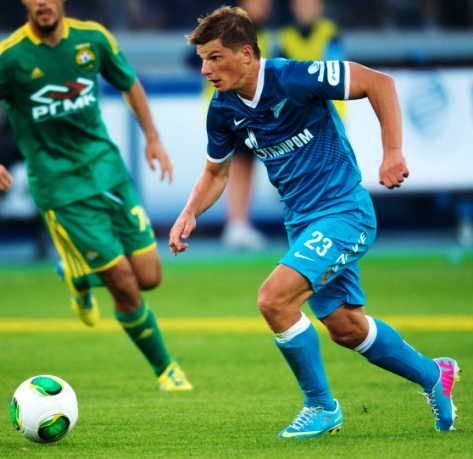
Andréi disputando un partido ante el Kubán Krasnodar en la Liga Premier de Rusia.

El 27 de junio de 2013, regresó al club con el cual debutó como profesional, el Zenit de San Petersburgo, en calidad de jugador libre y firmando un contrato por las dos próximas temporadas. Su primer partido lo disputó el 17 de julio en la victoria por 2:1 sobre el Krasnodar, Andréi ingresó al minuto 79 en sustitución de Vladímir Bystrov. Una semana después anotó su primer gol de la temporada 2013-14 en el empate 1:1 ante el Kubán Krasnodar. Terminó el campeonato con un total de veintiún partidos disputados, aunque marcó solo un gol más, el 22 de septiembre ante el F. C. Rostov.
Finalmente su club obtuvo el subcampeonato con sesenta y tres puntos, uno menos que el campeón C. S. K. A. Moscú. En la Liga de Campeones de la UEFA el Zenit formó parte del grupo G junto con Atlético de Madrid, Porto y Austria Viena. Al finalizar la ronda de grupos el club ruso ocupó el segundo lugar con seis puntos, logrando de esta manera avanzar a los octavos de final, donde fueron eliminados por el Borussia Dortmund por marcador global de 5:4. En la siguiente temporada, Arshavin debutó el 2 de agosto de 2014 en la primera jornada de la liga ante el Arsenal Tula, con victoria para su club por 4:0.
En total disputó catorce encuentros y anotó un solo gol (victoria por 3:2 sobre el Dinamo Moscú). Al final de la campaña el Zenit obtuvo el título de la Liga Premier con sesenta y siete puntos producto de veinte victorias, siete empates y tres derrotas. En la Copa de Rusia de esa misma temporada, avanzaron hasta los octavos de final, tras ser derrotados por 2:1 por el Arsenal Tula. En dicha competición disputó dos encuentros y marcó un gol. En la Liga de Campeones el club petersburgués fue eliminado en la fase de grupos al finalizar en la tercera posición con siete puntos (dos victorias sobre el Benfica y un empate ante el Monaco), mientras que en la Liga Europa de la UEFA avanzaron hasta los cuartos de final tras ser eliminados por marcador global de 4:3 por el Sevilla.

### Kubán Krasnodar y Kairat Almaty

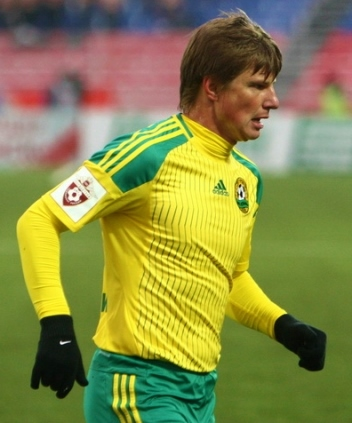
Arshavin jugando un partido con el Kubán Krasnodar en 2015.

El 13 de julio de 2015, Arshavin firmó un contrato por un año con el Kubán Krasnodar de la Liga Premier de Rusia. El debut con su nuevo club se produjo el 20 de julio, iniciando como titular en la derrota por 2:0 ante el Ural Sverdlovskaya. Tras disputar siete partidos más en la liga y uno en la Copa (victoria 1:0 ante el Spartak de Moscú), en febrero de 2016 Andréi y el Krasnodar decidieron disolver su contrato por mutuo acuerdo. En marzo ese mismo año, fue fichado por un año por el Kairat Almaty de Kazajistán, con la opción de un segundo año.
En su primera temporada con el equipo kazajo disputó veintiocho encuentros y anotó ocho goles en la liga, el Kairat ocupó la segunda posición con cuarenta y seis puntos. En la Copa de Kazajistán anotó un gol en cinco partidos y avanzaron hasta la final donde fueron derrotados 1:0 por el Astana. En la Liga Europa de la UEFA anotó dos goles, uno ante el Teuta Durrës y el otro ante el Maccabi Tel Aviv. El Kairat Almaty inició la temporada 2017 logrando el título de la Supercopa de Kazajistán luego de vencer 2:0 al Astana, Arshavin fue alineado como titular y fue sustituido en el minuto 60. En noviembre de 2018 hizo oficial su retirada como futbolista profesional al finalizar la temporada.

## Selección nacional

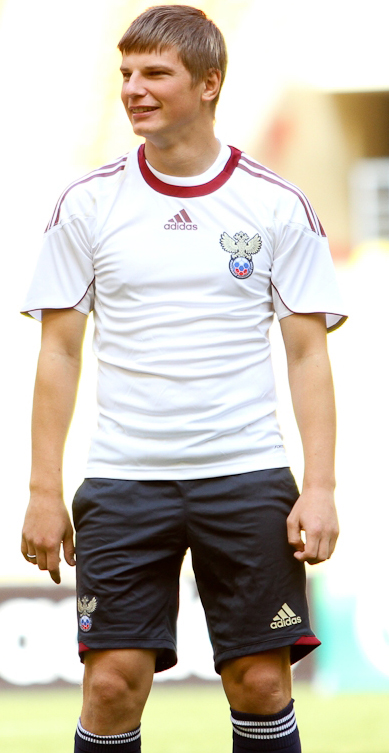
Arshavin con la Selección de Rusia.

Fue internacional con la selección de fútbol de Rusia en setenta y cinco ocasiones y ha marcado diecisiete goles. Su debut se produjo el 17 de mayo de 2002, en un encuentro amistoso ante la selección de Bielorrusia, que finalizó con un marcador de 1:1. Anotó su primer gol el 13 de febrero de 2003, en la victoria del seleccionado ruso por 4:2 sobre Rumania. Antes de la Eurocopa 2004, participó en un encuentro amistoso de preparación ante Noruega; sin embargo, no fue incluido en la plantilla definitiva que representó a su país en el torneo europeo.
Durante las eliminatorias para la Copa Mundial de Fútbol de 2006 fue convocado constantemente, por lo que llegó a marcar seis goles en diez encuentros, aunque no lograron el objetivo de clasificar. Fue nuevamente convocado a la selección para participar en la Eurocopa 2008 disputada en Austria y Suiza, donde Rusia formó parte del grupo D, junto con España, Grecia y Suecia. No pudo disputar los dos primeros encuentros por estar sancionado, reapareciendo en el tercero y marcando el segundo gol de su equipo en la victoria contra la selección sueca. Este triunfo provocó que la selección rusa clasificara a los cuartos de final, en los que venció a los Países Bajos por 3:1, con un gol y dos asistencias de Arshavin.
En la siguiente fase fueron derrotados por marcador de 3:0 por la selección de España, que finalmente obtuvo el título tras vencer por 0:1 a Alemania. Durante la clasificación para la Eurocopa 2012 la selección rusa finalizó en el primer lugar de su grupo con veintitrés puntos gracias a siete victorias y dos empates. Tras lograr la clasificación, Andréi fue convocado por el técnico Dick Advocaat para participar en el torneo europeo disputado en Polonia y Ucrania. A pesar de haber iniciado con buen pie (victoria 4:1 sobre República Checa) sumaron un solo punto más en los dos siguientes partidos y fueron eliminados en la fase de grupos.

### Participaciones en Eurocopas
| Eurocopa      | Sede              | Resultado    |
| ------------- | ----------------- | ------------ |
| Eurocopa 2008 | Austria y Suiza   | Semifinal    |
| Eurocopa 2012 | Polonia y Ucrania | Primera fase |

## Estadísticas

### Clubes
| Zenit de San Petersburgo · Rusia | 1.ª           | 2000          | 10  | 0   | 0  | 0  | 0   | 0  | 10  | 0   | 0    |
| Zenit de San Petersburgo · Rusia | 1.ª           | 2001          | 29  | 4   | 1  | 0  | 3   | 0  | 33  | 4   | 0.12 |
| Zenit de San Petersburgo · Rusia | 1.ª           | 2002          | 30  | 4   | 0  | 0  | 5   | 1  | 35  | 5   | 0.14 |
| Zenit de San Petersburgo · Rusia | 1.ª           | 2003          | 27  | 5   | 0  | 0  | 4   | 2  | 31  | 7   | 0.23 |
| Zenit de San Petersburgo · Rusia | 1.ª           | 2004          | 28  | 6   | 3  | 0  | 0   | 0  | 31  | 6   | 0.19 |
| Zenit de San Petersburgo · Rusia | 1.ª           | 2005          | 29  | 9   | 4  | 2  | 8   | 4  | 41  | 15  | 0.37 |
| Zenit de San Petersburgo · Rusia | 1.ª           | 2006          | 28  | 7   | 3  | 0  | 13  | 5  | 44  | 12  | 0.27 |
| Zenit de San Petersburgo · Rusia | 1.ª           | 2007          | 30  | 10  | 4  | 0  | 0   | 0  | 34  | 10  | 0.29 |
| Zenit de San Petersburgo · Rusia | 1.ª           | 2008          | 27  | 6   | 3  | 2  | 14  | 4  | 44  | 12  | 0.27 |
| Zenit de San Petersburgo · Rusia | 1.ª           | 2009          | 0   | 0   | 0  | 0  | 7   | 0  | 7   | 0   | 0    |
| Arsenal F. C. Inglaterra         | 1.ª           | 2008-09       | 12  | 6   | 3  | 0  | 0   | 0  | 15  | 6   | 0,40 |
| Arsenal F. C. Inglaterra         | 1.ª           | 2009-10       | 30  | 10  | 1  | 0  | 8   | 2  | 39  | 12  | 0,31 |
| Arsenal F. C. Inglaterra         | 1.ª           | 2010-11       | 37  | 6   | 9  | 1  | 6   | 3  | 52  | 10  | 0,19 |
| Zenit de San Petersburgo · Rusia | 1.ª           | 2010-11       | 10  | 3   | 0  | 0  | 0   | 0  | 10  | 3   | 0.3  |
| Arsenal F. C. Inglaterra         | 1.ª           | 2011-12       | 19  | 1   | 3  | 1  | 5   | 0  | 27  | 2   | 0,07 |
| Zenit de San Petersburgo · Rusia | 1.ª           | 2012          | 0   | 0   | 1  | 0  | 0   | 0  | 1   | 0   | 0    |
| Arsenal F. C. Inglaterra         | 1.ª           | 2012-13       | 7   | 0   | 2  | 1  | 2   | 0  | 11  | 1   | 0,09 |
| Arsenal F. C. Inglaterra         | Total club    | Total club    | 105 | 23  | 18 | 3  | 21  | 5  | 144 | 31  | 0.22 |
| Zenit de San Petersburgo · Rusia | 1.ª           | 2013-14       | 21  | 2   | 2  | 0  | 11  | 2  | 34  | 4   | 0.12 |
| Zenit de San Petersburgo · Rusia | 1.ª           | 2014-15       | 14  | 1   | 2  | 1  | 5   | 0  | 21  | 2   | 0.1  |
| Zenit de San Petersburgo · Rusia | Total club    | Total club    | 283 | 57  | 23 | 5  | 70  | 18 | 376 | 80  | 0.21 |
| Kubán Krasnodar · Rusia          | 1.ª           | 2015          | 8   | 0   | 1  | 0  | 0   | 0  | 9   | 0   | 0    |
| Kubán Krasnodar · Rusia          | Total club    | Total club    | 8   | 0   | 1  | 0  | 0   | 0  | 9   | 0   | 0    |
| F. C. Kairat · Kazajistán        | 1.ª           | 2016          | 28  | 8   | 5  | 1  | 0   | 0  | 33  | 9   | 0.27 |
| F. C. Kairat · Kazajistán        | 1.ª           | 2017          | 25  | 7   | 5  | 1  | 4   | 2  | 34  | 10  | 0.29 |
| F. C. Kairat · Kazajistán        | 1.ª           | 2018          | 31  | 9   | 1  | 0  | 4   | 2  | 36  | 11  | 0.31 |
| F. C. Kairat · Kazajistán        | 1.ª           | 2019          | 0   | 0   | 0  | 0  | 5   | 0  | 5   | 0   | 0    |
| F. C. Kairat · Kazajistán        | Total club    | Total club    | 84  | 24  | 11 | 2  | 13  | 4  | 108 | 30  | 0.28 |
| Total carrera                    | Total carrera | Total carrera | 480 | 104 | 53 | 10 | 104 | 27 | 637 | 141 | 0.22 |
| 1. 2. 3.                         |               |               |     |     |    |    |     |    |     |     |      |

### Selección nacional
| \| Fecha \| Ciudad \| Local \| Resultado \| Visitante \| Competencia \| Goles \| \| \| ---------- \| ---------------- \| ------------------- \| --------- \| ------------------- \| --------------------------- \| -------- \| - \| \| 17-05-2002 \| Moscú \| Rusia \| 1:1 \| Bielorrusia \| Amistoso \| 0 \| \| \| 21-08-2002 \| Moscú \| Rusia \| 1:1 \| Suecia \| Amistoso \| 0 \| \| \| 13-02-2003 \| Limasol \| Rumania \| 2:4 \| Rusia \| Amistoso \| 1 \| \| \| 28-04-2004 \| Oslo \| Noruega \| 3:2 \| Rusia \| Amistoso \| 0 \| \| \| 18-08-2004 \| Moscú \| Rusia \| 4:3 \| Lituania \| Amistoso \| 0 \| \| \| 09-10-2004 \| Luxemburgo \| Luxemburgo \| 0:4 \| Rusia \| Clasificación Mundial 2006 \| 1 \| \| \| 13-10-2004 \| Lisboa \| Portugal \| 7:1 \| Rusia \| Clasificación Mundial 2006 \| 1 \| \| \| 26-03-2005 \| Vaduz \| Liechtenstein \| 1:2 \| Rusia \| Clasificación Mundial 2006 \| 0 \| \| \| 30-03-2005 \| Tallin \| Estonia \| 1:1 \| Rusia \| Clasificación Mundial 2006 \| 1 \| \| \| 04-06-2005 \| San Petersburgo \| Rusia \| 2:0 \| Letonia \| Clasificación Mundial 2006 \| 1 \| \| \| 08-06-2005 \| Mönchengladbach \| Alemania \| 2:2 \| Rusia \| Amistoso \| 1 \| \| \| 17-08-2005 \| Riga \| Letonia \| 1:1 \| Rusia \| Clasificación Mundial 2006 \| 1 \| \| \| 07-09-2005 \| Moscú \| Rusia \| 2:0 \| Liechtenstein \| Clasificación Mundial 2006 \| 0 \| \| \| 07-09-2005 \| Moscú \| Rusia \| 0:0 \| Portugal \| Clasificación Mundial 2006 \| 0 \| \| \| 08-10-2005 \| Moscú \| Rusia \| 5:1 \| Luxemburgo \| Clasificación Mundial 2006 \| 0 \| \| \| 12-10-2005 \| Bratislava \| Eslovaquia \| 0:0 \| Rusia \| Clasificación Mundial 2006 \| 0 \| \| \| 01-03-2006 \| Moscú \| Rusia \| 0:1 \| Brasil \| Amistoso \| 0 \| \| \| 27-05-2006 \| Albacete \| España \| 0:0 \| Rusia \| Amistoso \| 0 \| \| \| 16-08-2006 \| Moscú \| Rusia \| 1:0 \| Letonia \| Amistoso \| 0 \| \| \| 06-09-2006 \| Moscú \| Rusia \| 0:0 \| Croacia \| Clasificación Eurocopa 2008 \| 0 \| \| \| 07-10-2006 \| Moscú \| Rusia \| 1:1 \| Israel \| Clasificación Eurocopa 2008 \| 1 \| \| \| 11-10-2006 \| San Petersburgo \| Rusia \| 2:0 \| Estonia \| Clasificación Eurocopa 2008 \| 0 \| \| \| 15-11-2006 \| Skopie \| Macedonia del Norte \| 0:2 \| Rusia \| Clasificación Eurocopa 2008 \| 1 \| \| \| 07-02-2007 \| Ámsterdam \| Países Bajos \| 4:1 \| Rusia \| Amistoso \| 0 \| \| \| 24-03-2007 \| Tallin \| Estonia \| 0:2 \| Rusia \| Clasificación Eurocopa 2008 \| 0 \| \| \| 02-06-2007 \| San Petersburgo \| Rusia \| 4:0 \| Andorra \| Clasificación Eurocopa 2008 \| 0 \| \| \| 06-06-2007 \| Zagreb \| Croacia \| 0:0 \| Rusia \| Clasificación Eurocopa 2008 \| 0 \| \| \| 22-08-2007 \| Moscú \| Rusia \| 0:0 \| Polonia \| Amistoso \| 0 \| \| \| 08-09-2007 \| Moscú \| Rusia \| 3:0 \| Macedonia del Norte \| Clasificación Eurocopa 2008 \| 1 \| \| \| 12-09-2007 \| Londres \| Inglaterra \| 3:0 \| Rusia \| Clasificación Eurocopa 2008 \| 0 \| \| \| 17-10-2007 \| Moscú \| Rusia \| 2:1 \| Inglaterra \| Clasificación Eurocopa 2008 \| 0 \| \| \| 17-11-2007 \| Tel Aviv \| Israel \| 2:1 \| Rusia \| Clasificación Eurocopa 2008 \| 0 \| \| \| 21-11-2007 \| Andorra la Vieja \| Andorra \| 0:1 \| Rusia \| Clasificación Eurocopa 2008 \| 0 \| \| \| 04-06-2008 \| Burghausen \| Lituania \| 1:4 \| Rusia \| Amistoso \| 1 \| \| \| 18-06-2008 \| Innsbruck \| Rusia \| 2:0 \| Suecia \| Eurocopa 2008 \| 1 \| \| \| 21-06-2008 \| Basilea \| Países Bajos \| 1:3 \| Rusia \| Eurocopa 2008 \| 1 \| \| \| 26-06-2008 \| Viena \| Rusia \| 0:3 \| España \| Eurocopa 2008 \| 0 \| \| \| 20-08-2008 \| Moscú \| Rusia \| 1:1 \| Países Bajos \| Amistoso \| 0 \| \| \| 10-09-2008 \| Moscú \| Rusia \| 2:1 \| Gales \| Clasificación Mundial 2010 \| 0 \| \| \| 11-10-2008 \| Dortmund \| Alemania \| 2:1 \| Rusia \| Clasificación Mundial 2010 \| 1 \| \| \| 15-10-2008 \| Moscú \| Rusia \| 3:0 \| Finlandia \| Clasificación Mundial 2010 \| 1 \| \| \| 28-03-2009 \| Moscú \| Rusia \| 2:0 \| Azerbaiyán \| Clasificación Mundial 2010 \| 0 \| \| \| 01-04-2009 \| Vaduz \| Liechtenstein \| 0:1 \| Rusia \| Clasificación Mundial 2010 \| 0 \| \| \| 10-06-2009 \| Helsinki \| Finlandia \| 0:3 \| Rusia \| Clasificación Mundial 2010 \| 0 \| \| \| 12-08-2009 \| Moscú \| Rusia \| 2:3 \| Argentina \| Clasificación Mundial 2010 \| Amistoso \| 0 \| \| 09-09-2009 \| Cardiff \| Gales \| 1:3 \| Rusia \| Clasificación Mundial 2010 \| 0 \| \| \| 10-10-2009 \| Moscú \| Rusia \| 0:1 \| Alemania \| Clasificación Mundial 2010 \| 0 \| \| \| 14-10-2009 \| Bakú \| Azerbaiyán \| 1:1 \| Rusia \| Clasificación Mundial 2010 \| 1 \| \| \| 14-11-2009 \| Moscú \| Rusia \| 2:1 \| Eslovenia \| Repesca Mundial 2010 \| 0 \| \| \| 18-11-2009 \| Maribor \| Eslovenia \| 1:0 \| Rusia \| Repesca Mundial 2010 \| 0 \| \| \| 03-03-2010 \| Győr \| Hungría \| 1:1 \| Rusia \| Amistoso \| 0 \| \| \| 11-08-2010 \| San Petersburgo \| Rusia \| 1:0 \| Bulgaria \| Amistoso \| 0 \| \| \| 03-09-2010 \| Aixovall \| Andorra \| 0:2 \| Rusia \| Clasificación Eurocopa 2012 \| 0 \| \| \| 07-09-2010 \| Moscú \| Rusia \| 0:1 \| Eslovaquia \| Clasificación Eurocopa 2012 \| 0 \| \| \| 08-10-2010 \| Dublín \| Irlanda \| 2:3 \| Rusia \| Clasificación Eurocopa 2012 \| 0 \| \| \| 12-10-2010 \| Skopie \| Macedonia del Norte \| 0:1 \| Rusia \| Clasificación Eurocopa 2012 \| 0 \| \| \| 17-11-2010 \| Cherkasy \| Rusia \| 0:2 \| Bélgica \| Amistoso \| 0 \| \| \| 09-02-2011 \| Abu Dabi \| Irán \| 1:0 \| Rusia \| Amistoso \| 0 \| \| \| 26-03-2011 \| Ereván \| Armenia \| 0:0 \| Rusia \| Clasificación Eurocopa 2012 \| 0 \| \| \| 29-03-2011 \| Doha \| Catar \| 1:1 \| Rusia \| Amistoso \| 0 \| \| \| 04-06-2011 \| San Petersburgo \| Rusia \| 3:1 \| Armenia \| Clasificación Eurocopa 2012 \| 0 \| \| \| 10-08-2011 \| Moscú \| Rusia \| 1:0 \| Serbia \| Amistoso \| 0 \| \| \| 02-09-2011 \| Moscú \| Rusia \| 1:0 \| Macedonia del Norte \| Clasificación Eurocopa 2012 \| 0 \| \| \| 06-09-2011 \| Moscú \| Rusia \| 0:0 \| Irlanda \| Clasificación Eurocopa 2012 \| 0 \| \| \| 07-10-2011 \| Žilina \| Eslovaquia \| 0:1 \| Rusia \| Clasificación Eurocopa 2012 \| 0 \| \| \| 11-10-2011 \| Moscú \| Rusia \| 6:0 \| Andorra \| Clasificación Eurocopa 2012 \| 0 \| \| \| 11-11-2011 \| El Pireo \| Grecia \| 1:1 \| Rusia \| Amistoso \| 0 \| \| \| 29-02-2012 \| Copenhague \| Dinamarca \| 0:2 \| Rusia \| Amistoso \| 1 \| \| \| 25-05-2012 \| Moscú \| Rusia \| 1:1 \| Uruguay \| Amistoso \| 0 \| \| \| 29-05-2012 \| Nyon \| Lituania \| 0:0 \| Rusia \| Amistoso \| 0 \| \| \| 01-06-2012 \| Zúrich \| Italia \| 0:3 \| Rusia \| Amistoso \| 0 \| \| \| 08-06-2012 \| Breslavia \| Rusia \| 4:1 \| República Checa \| Eurocopa 2012 \| 0 \| \| \| 12-06-2012 \| Varsovia \| Polonia \| 1:1 \| Rusia \| Eurocopa 2012 \| 0 \| \| \| 16-06-2012 \| Varsovia \| Grecia \| 1:0 \| Rusia \| Eurocopa 2012 \| 0 \| \| \| 15-08-2012 \| Moscú \| Rusia \| 1:1 \| Costa de Marfil \| Amistoso \| 0 \| \| \| Total \| \| Presencias \| 75 \| \| Goles \| 17 \| \| |                  |                     |           |                     |                             |          |   |
| Fecha | Ciudad           | Local               | Resultado | Visitante           | Competencia                 | Goles    |   |
| 17-05-2002 | Moscú            | Rusia               | 1:1       | Bielorrusia         | Amistoso                    | 0        |   |
| 21-08-2002 | Moscú            | Rusia               | 1:1       | Suecia              | Amistoso                    | 0        |   |
| 13-02-2003 | Limasol          | Rumania             | 2:4       | Rusia               | Amistoso                    | 1        |   |
| 28-04-2004 | Oslo             | Noruega             | 3:2       | Rusia               | Amistoso                    | 0        |   |
| 18-08-2004 | Moscú            | Rusia               | 4:3       | Lituania            | Amistoso                    | 0        |   |
| 09-10-2004 | Luxemburgo       | Luxemburgo          | 0:4       | Rusia               | Clasificación Mundial 2006  | 1        |   |
| 13-10-2004 | Lisboa           | Portugal            | 7:1       | Rusia               | Clasificación Mundial 2006  | 1        |   |
| 26-03-2005 | Vaduz            | Liechtenstein       | 1:2       | Rusia               | Clasificación Mundial 2006  | 0        |   |
| 30-03-2005 | Tallin           | Estonia             | 1:1       | Rusia               | Clasificación Mundial 2006  | 1        |   |
| 04-06-2005 | San Petersburgo  | Rusia               | 2:0       | Letonia             | Clasificación Mundial 2006  | 1        |   |
| 08-06-2005 | Mönchengladbach  | Alemania            | 2:2       | Rusia               | Amistoso                    | 1        |   |
| 17-08-2005 | Riga             | Letonia             | 1:1       | Rusia               | Clasificación Mundial 2006  | 1        |   |
| 07-09-2005 | Moscú            | Rusia               | 2:0       | Liechtenstein       | Clasificación Mundial 2006  | 0        |   |
| 07-09-2005 | Moscú            | Rusia               | 0:0       | Portugal            | Clasificación Mundial 2006  | 0        |   |
| 08-10-2005 | Moscú            | Rusia               | 5:1       | Luxemburgo          | Clasificación Mundial 2006  | 0        |   |
| 12-10-2005 | Bratislava       | Eslovaquia          | 0:0       | Rusia               | Clasificación Mundial 2006  | 0        |   |
| 01-03-2006 | Moscú            | Rusia               | 0:1       | Brasil              | Amistoso                    | 0        |   |
| 27-05-2006 | Albacete         | España              | 0:0       | Rusia               | Amistoso                    | 0        |   |
| 16-08-2006 | Moscú            | Rusia               | 1:0       | Letonia             | Amistoso                    | 0        |   |
| 06-09-2006 | Moscú            | Rusia               | 0:0       | Croacia             | Clasificación Eurocopa 2008 | 0        |   |
| 07-10-2006 | Moscú            | Rusia               | 1:1       | Israel              | Clasificación Eurocopa 2008 | 1        |   |
| 11-10-2006 | San Petersburgo  | Rusia               | 2:0       | Estonia             | Clasificación Eurocopa 2008 | 0        |   |
| 15-11-2006 | Skopie           | Macedonia del Norte | 0:2       | Rusia               | Clasificación Eurocopa 2008 | 1        |   |
| 07-02-2007 | Ámsterdam        | Países Bajos        | 4:1       | Rusia               | Amistoso                    | 0        |   |
| 24-03-2007 | Tallin           | Estonia             | 0:2       | Rusia               | Clasificación Eurocopa 2008 | 0        |   |
| 02-06-2007 | San Petersburgo  | Rusia               | 4:0       | Andorra             | Clasificación Eurocopa 2008 | 0        |   |
| 06-06-2007 | Zagreb           | Croacia             | 0:0       | Rusia               | Clasificación Eurocopa 2008 | 0        |   |
| 22-08-2007 | Moscú            | Rusia               | 0:0       | Polonia             | Amistoso                    | 0        |   |
| 08-09-2007 | Moscú            | Rusia               | 3:0       | Macedonia del Norte | Clasificación Eurocopa 2008 | 1        |   |
| 12-09-2007 | Londres          | Inglaterra          | 3:0       | Rusia               | Clasificación Eurocopa 2008 | 0        |   |
| 17-10-2007 | Moscú            | Rusia               | 2:1       | Inglaterra          | Clasificación Eurocopa 2008 | 0        |   |
| 17-11-2007 | Tel Aviv         | Israel              | 2:1       | Rusia               | Clasificación Eurocopa 2008 | 0        |   |
| 21-11-2007 | Andorra la Vieja | Andorra             | 0:1       | Rusia               | Clasificación Eurocopa 2008 | 0        |   |
| 04-06-2008 | Burghausen       | Lituania            | 1:4       | Rusia               | Amistoso                    | 1        |   |
| 18-06-2008 | Innsbruck        | Rusia               | 2:0       | Suecia              | Eurocopa 2008               | 1        |   |
| 21-06-2008 | Basilea          | Países Bajos        | 1:3       | Rusia               | Eurocopa 2008               | 1        |   |
| 26-06-2008 | Viena            | Rusia               | 0:3       | España              | Eurocopa 2008               | 0        |   |
| 20-08-2008 | Moscú            | Rusia               | 1:1       | Países Bajos        | Amistoso                    | 0        |   |
| 10-09-2008 | Moscú            | Rusia               | 2:1       | Gales               | Clasificación Mundial 2010  | 0        |   |
| 11-10-2008 | Dortmund         | Alemania            | 2:1       | Rusia               | Clasificación Mundial 2010  | 1        |   |
| 15-10-2008 | Moscú            | Rusia               | 3:0       | Finlandia           | Clasificación Mundial 2010  | 1        |   |
| 28-03-2009 | Moscú            | Rusia               | 2:0       | Azerbaiyán          | Clasificación Mundial 2010  | 0        |   |
| 01-04-2009 | Vaduz            | Liechtenstein       | 0:1       | Rusia               | Clasificación Mundial 2010  | 0        |   |
| 10-06-2009 | Helsinki         | Finlandia           | 0:3       | Rusia               | Clasificación Mundial 2010  | 0        |   |
| 12-08-2009 | Moscú            | Rusia               | 2:3       | Argentina           | Clasificación Mundial 2010  | Amistoso | 0 |
| 09-09-2009 | Cardiff          | Gales               | 1:3       | Rusia               | Clasificación Mundial 2010  | 0        |   |
| 10-10-2009 | Moscú            | Rusia               | 0:1       | Alemania            | Clasificación Mundial 2010  | 0        |   |
| 14-10-2009 | Bakú             | Azerbaiyán          | 1:1       | Rusia               | Clasificación Mundial 2010  | 1        |   |
| 14-11-2009 | Moscú            | Rusia               | 2:1       | Eslovenia           | Repesca Mundial 2010        | 0        |   |
| 18-11-2009 | Maribor          | Eslovenia           | 1:0       | Rusia               | Repesca Mundial 2010        | 0        |   |
| 03-03-2010 | Győr             | Hungría             | 1:1       | Rusia               | Amistoso                    | 0        |   |
| 11-08-2010 | San Petersburgo  | Rusia               | 1:0       | Bulgaria            | Amistoso                    | 0        |   |
| 03-09-2010 | Aixovall         | Andorra             | 0:2       | Rusia               | Clasificación Eurocopa 2012 | 0        |   |
| 07-09-2010 | Moscú            | Rusia               | 0:1       | Eslovaquia          | Clasificación Eurocopa 2012 | 0        |   |
| 08-10-2010 | Dublín           | Irlanda             | 2:3       | Rusia               | Clasificación Eurocopa 2012 | 0        |   |
| 12-10-2010 | Skopie           | Macedonia del Norte | 0:1       | Rusia               | Clasificación Eurocopa 2012 | 0        |   |
| 17-11-2010 | Cherkasy         | Rusia               | 0:2       | Bélgica             | Amistoso                    | 0        |   |
| 09-02-2011 | Abu Dabi         | Irán                | 1:0       | Rusia               | Amistoso                    | 0        |   |
| 26-03-2011 | Ereván           | Armenia             | 0:0       | Rusia               | Clasificación Eurocopa 2012 | 0        |   |
| 29-03-2011 | Doha             | Catar               | 1:1       | Rusia               | Amistoso                    | 0        |   |
| 04-06-2011 | San Petersburgo  | Rusia               | 3:1       | Armenia             | Clasificación Eurocopa 2012 | 0        |   |
| 10-08-2011 | Moscú            | Rusia               | 1:0       | Serbia              | Amistoso                    | 0        |   |
| 02-09-2011 | Moscú            | Rusia               | 1:0       | Macedonia del Norte | Clasificación Eurocopa 2012 | 0        |   |
| 06-09-2011 | Moscú            | Rusia               | 0:0       | Irlanda             | Clasificación Eurocopa 2012 | 0        |   |
| 07-10-2011 | Žilina           | Eslovaquia          | 0:1       | Rusia               | Clasificación Eurocopa 2012 | 0        |   |
| 11-10-2011 | Moscú            | Rusia               | 6:0       | Andorra             | Clasificación Eurocopa 2012 | 0        |   |
| 11-11-2011 | El Pireo         | Grecia              | 1:1       | Rusia               | Amistoso                    | 0        |   |
| 29-02-2012 | Copenhague       | Dinamarca           | 0:2       | Rusia               | Amistoso                    | 1        |   |
| 25-05-2012 | Moscú            | Rusia               | 1:1       | Uruguay             | Amistoso                    | 0        |   |
| 29-05-2012 | Nyon             | Lituania            | 0:0       | Rusia               | Amistoso                    | 0        |   |
| 01-06-2012 | Zúrich           | Italia              | 0:3       | Rusia               | Amistoso                    | 0        |   |
| 08-06-2012 | Breslavia        | Rusia               | 4:1       | República Checa     | Eurocopa 2012               | 0        |   |
| 12-06-2012 | Varsovia         | Polonia             | 1:1       | Rusia               | Eurocopa 2012               | 0        |   |
| 16-06-2012 | Varsovia         | Grecia              | 1:0       | Rusia               | Eurocopa 2012               | 0        |   |
| 15-08-2012 | Moscú            | Rusia               | 1:1       | Costa de Marfil     | Amistoso                    | 0        |   |
| Total |                  | Presencias          | 75        |                     | Goles                       | 17       |   |

### Resumen estadístico
| Competición           | Encuentros | Goles | Promedio |
| --------------------- | ---------- | ----- | -------- |
| Liga                  | 480        | 104   | 0.22     |
| Copas nacionales      | 53         | 10    | 0.19     |
| Copas internacionales | 104        | 27    | 0.26     |
| Selección de Rusia    | 75         | 17    | 0.23     |
| Total                 | 712        | 158   | 0.22     |

## Palmarés

### Títulos nacionales
| Título                           | Club                     | País       | Año     |
| -------------------------------- | ------------------------ | ---------- | ------- |
| Copa de la Liga Premier de Rusia | Zenit de San Petersburgo | Rusia      | 2003    |
| Liga Premier de Rusia            | Zenit de San Petersburgo | Rusia      | 2007    |
| Supercopa de Rusia               | Zenit de San Petersburgo | Rusia      | 2008    |
| Liga Premier de Rusia            | Zenit de San Petersburgo | Rusia      | 2011-12 |
| Liga Premier de Rusia            | Zenit de San Petersburgo | Rusia      | 2014-15 |
| Supercopa de Kazajistán          | F. C. Kairat             | Kazajistán | 2017    |
| Copa de Kazajistán               | F. C. Kairat             | Kazajistán | 2017    |
| Copa de Kazajistán               | F. C. Kairat             | Kazajistán | 2018    |

### Títulos internacionales
| Título               | Club                     | País  | Año     |
| -------------------- | ------------------------ | ----- | ------- |
| Copa de la UEFA      | Zenit de San Petersburgo | Rusia | 2007-08 |
| Supercopa de la UEFA | Zenit de San Petersburgo | Rusia | 2008    |

### Distinciones individuales
| Distinción                                                                          | Año  |
| ----------------------------------------------------------------------------------- | ---- |
| Futbolista del año en Rusia.                                                        | 2006 |
| Futbolista del año en los Países Bálticos y la Comunidad de Estados Independientes. | 2007 |
| Equipo del Torneo de la Eurocopa.                                                   | 2008 |
| Futbolista del año en los Países Bálticos y la Comunidad de Estados Independientes. | 2008 |
| Ciudadano Honorario del Distrito Petrovsky.                                         | 2008 |
| Maestro del Deporte de Rusia.                                                       | 2008 |
| Orden de Honor y Coraje.                                                            | 2008 |
| Futbolista del año en los Países Bálticos y la Comunidad de Estados Independientes. | 2009 |
| Futbolista del mes en la Premier League (abril).                                    | 2009 |
| Futbolista del mes en la Liga Premier de Kazajistán (julio).                        | 2016 |
| Futbolista del mes en la Liga Premier de Kazajistán (septiembre).                   | 2016 |
| Futbolista del año en Kazajistán.                                                   | 2016 |

## Vida privada

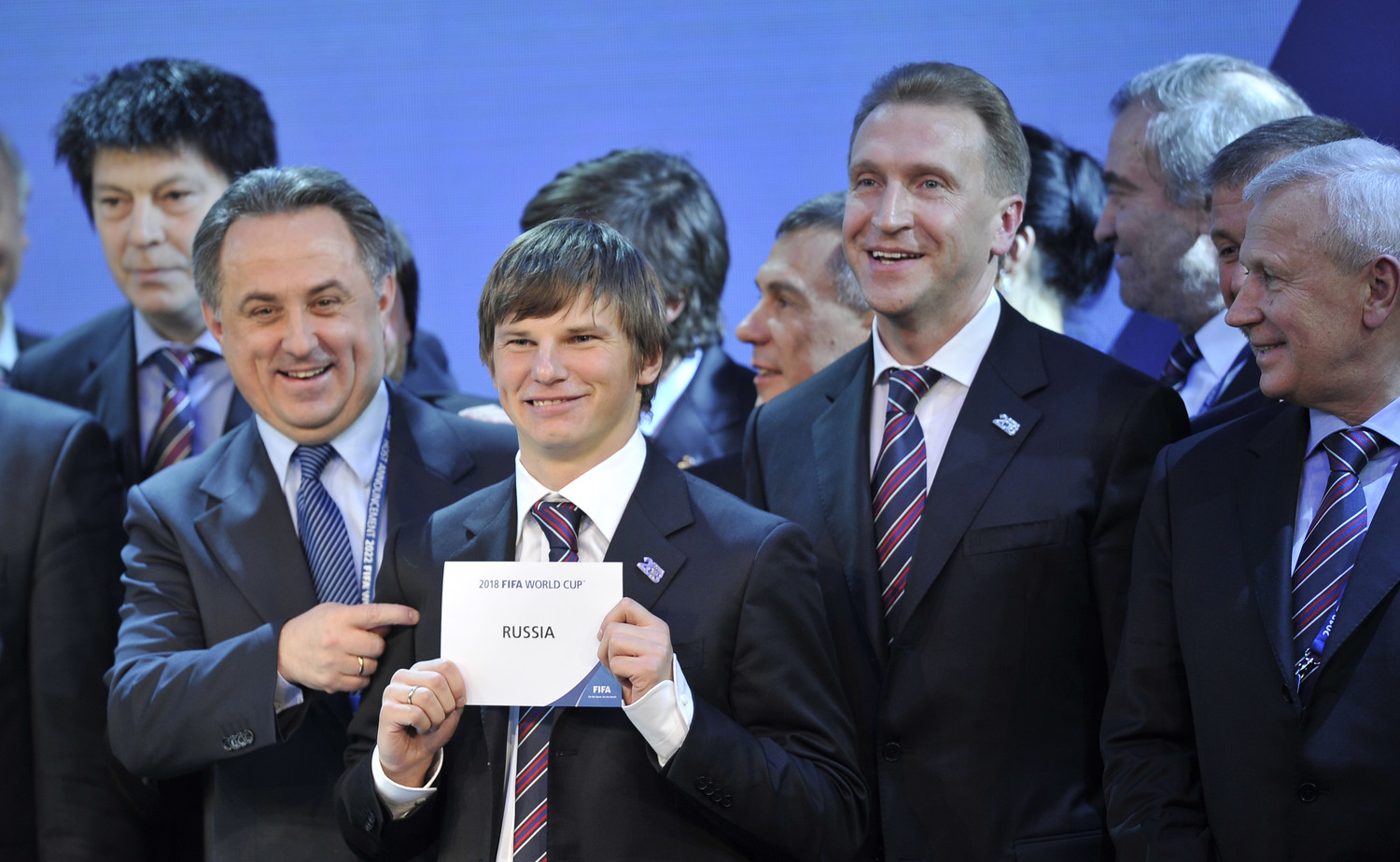
Arshavin junto con el comité organizador de la candidatura rusa tras su elección como sede de la Copa Mundial de Fútbol de 2018.

Andréi Arshavin nació el 29 de mayo de 1981 en Leningrado (actualmente San Petersburgo). Proviene de una modesta familia; fue abandonado por su padre a los 4 años de edad, por lo que su madre debió criarlo junto a sus hermanos en una casa que compartían con otras familias. Cuando cumplió 17 años se inscribió en la facultad de química, sin embargo poco tiempo después Arshavin junto con un grupo de amigos decidieron cambiarse a la facultad de diseño según él porque había muchísimas chicas entre los estudiantes y no había que estudiar demasiado.
En marzo de 2007 participó en las elecciones regionales de Rusia como candidato a diputado de la Asamblea Legislativa de San Petersburgo, por el partido Rusia Unida, obteniendo la victoria; sin embargo, abandonó el cargo. Estuvo casado con Yulia Baranovskaya, una locutora de radio, con quien tuvo tres hijos, llamados Artem, Arseniy y Yana. La pareja se divorció en el año 2013. El 1 de septiembre de 2016, se casó con Alisa Kazmina, a quien conocía desde hace varios años. El 11 de febrero de 2017 tuvieron una hija, Yesenia y en octubre de ese mismo año se divorciaron.
Es embajador de la FIFA para la ayuda de niños huérfanos y de la organización no gubernamental Aldeas Infantiles SOS. Como hecho curioso cabe destacar que en la región de Óblast de Leningrado, a orillas del Lago Otradnoye, existe un pueblo llamado Arshavinka en honor al futbolista. Ha sido criticado por sus comentarios machistas y por las declaraciones en las que aseguró que si tuviera el poder de prohibir a las mujeres conducir coches y retirar sus licencias, lo haría sin pensarlo dos veces. La razón de esto sería que cuando era un niño estuvo a punto de perder la vida al ser atropellado por una mujer. Tampoco le gusta que las mujeres fumen y mientan. Posee su propia línea de ropa femenina, la cual es muy popular entre las mujeres rusas. En su libro 555 preguntas y respuestas sobre la Mujer, Dinero, Política, Fútbol dijo que entre sus aficiones están jugar al Football Manager y ver los partidos de la Premier League por la televisión.